# Bécsy Bertalan
Bécsy Bertalan (Máriaradna, 1901. november 3. – Budapest, 1967. április 12.) politikus, Makó város polgármestere.

## Élete

### Fiatalkora, tanulmányai
A Bécsy családban régóta volt hagyománya az értelmiségi pályáknak, az elsőszülött fiúk orvosok, mérnökök, professzorok lettek - a 19. században elnyert nemesi címüket is magas hivatali pozícióiknak köszönhették. Bécsy Bertalan édesapja Bécsy Dezső volt, aki az Orsován székelő főerdőhivatal elnöke volt; édesanyja Méray Margit tehetős családból származott, hozományához tartoztak nagyobb dombegyházi birtokok is. Házasságukból két gyermek, Gedeon és Bertalan született, de előbbi még csecsemő korában meghalt. A trianoni határok meghúzása után Bécsy Dezső nem esküdött föl a román királyra, a háromtagú családnak ezért Budapestre kellett költöznie.
Bécsy Bertalant egyke gyermekként féltő gonddal nevelték, de így is sokat betegeskedett, állandó bélhurut gyötörte. Az ifjú szigorú napirend szerint élt, az iskolaköteles kort elérve szülei házi tanítót fogadtak mellé, Páter Celesztin pedig katekizmusra oktatta. Gyermekként ismerkedett meg a vadászattal, ami haláláig legkedvesebb időtöltése maradt.
1911. szeptember 4-én kezdte meg tanulmányait a Temesvári Piarista Gimnáziumban, majd szülei 1917-ben átíratták a fővárosi Ferenc József Intézetbe, érettségit is itt tett. Felsőfokú tanulmányait a Közgazdaságtudományi Egyetem közigazgatástudományi szakán végezte, 1925-ben doktorált; egyetemi évei alatt tevékeny, aktív tagja volt az ifjúsági szervezeteknek. 1926. november 4-én elvette feleségül Litassy Saroltát, nászútra Velencébe mentek. Jóllehet házasságuk hamar megromlott (1934-ben el is váltak), a frigyből két gyermek is született: Tamás (1928) és Cecília (1931).
Egyetemi évei után az agrárpolitika felé fordult, 1927-ig az Országos Faluszövetség titkára volt. Ezután Makóra került, ahol a Csanád vármegyei hivatali apparátus tagja lett; volt szolgabíró, aljegyző, majd tiszteletbeli főjegyző is. A Horthy téren (a mai Petőfi parkot határoló utcák) bérelt magának villát. Közben sokat publikált, és külföldi (francia, török, bolgár, svájci, olasz) tanulmányutakon vett részt, hogy elmélyítse közigazgatási ismereteit. Egészségi állapota azonban tovább romlott, Basedow-kórral diagnosztizálták; ennek kezelésére a Tátrába járt - itt ismerkedett meg Bartha Sarolta Klárával, akit 1935-ben, Debrecenben elvett feleségül. Második házasságából egy gyermek (Kálmán, 1940) született.
1936-ban a képviselő-testület állandó választmányának és üzemi bizottságának tagjai közé választják; ugyanebben az évben Gorcsa Péter városi főjegyző hat hónapos szabadságot vesz ki, helyettesítésével Bécsyt bízzák meg.

### Makó polgármestereként
1939-ben Nikelszky Jenő, Makó polgármestere tízéves polgármesteri ciklusa lejárta után megromlott egészségügyi állapotára hivatkozva nem indult újra. A posztra hárman pályáztak: Bécsy Bertalan, Sántha Béla és Lukács István. A december 9-én megtartott tisztújító közgyűlésen Bécsy megszerezte a szavazatok abszolút többségét, és 1940. január 1-jei hatállyal elfoglalta hivatalát.
A polgármestersége alatt megvalósult beruházások között említhetjük az új vágóhíd felépítését, a vármegyeháza új, északi szárnyát; a rákosi tanyakörzetben felépült a postakirendeltség és kiépítették a telefonhálózatot, fejlesztették a veróki dűlőutat. Új óvodát adtak át a város közönségének, 1941-ben pedig villanytelep létesült a Gyöngytyúk utcában.
Városvezető tevékenységének kétségkívül legneuralgikusabb pontja a zsidóság gettósításában és deportálásában való részvétele. Tóth Ferenc helytörténész úgy fogalmaz: „a Bécsy-féle közigazgatás 1940 és 1944 között ellenállás nélkül végrehajtotta a fokozatosan jobbra tolódó kormányok rendeleteit.” Urbancsok Zsolt, a helyi zsidóság és a holokauszt makói eseményeinek elismert kutatója szerint „a Ferenczy Béla alispán és Bécsy Bertalan polgármester vezette közigazgatási apparátus rendre végrehajtotta a zsidókat korlátozó kormányrendeleteket; sőt Bécsy és Ferenczy nemegyszer azoknál szigorúbb rendelkezéseket hozott.” Az akkori képviselő-testület több tagja vádolta azzal, hogy - állításuk szerint - szabadlíceumi előadásain "német eszméket, nyilas propagandát" hirdetett; bírálták azért is, mert a városházi tisztviselők részére olyan háziszabályt adott ki, amelyben szabályozta azok érintkezését a zsidókkal. (1946-ban, népbírósági perén azt állította, hogy mindezt azért tette, mert tartott a város nyilaskeresztes képviselőjétől, Szöllősi Jenőtől, és így próbálta azt a látszatot kelteni, hogy ő maga is zsidóellenes). Az azonos tartalmú országos rendeletet két héttel megelőzve, saját felhatalmazásával élve adott ki egy, a zsidó kereskedők üzletéhez tartozó árukészletek és üzleti berendezések zárolásáról szóló rendeletet.
Az ellene lefolytatott népbírósági perek során tanúként beidézettek (köztük több zsidó) ugyanakkor azt állították, hogy a polgármester lehetőségeihez mérten igyekezett segíteni a zsidóság helyzetén. Maga a népbírósági határozat is elismerte, hogy a gettósított zsidók részére nagyszámú mentesítő iratot és kijárási engedélyt adott; számukra különféle szociális juttatásokat biztosított, és engedélyezte, hogy a munkaszolgálatosok családtagjai csomagokat adhassanak fel számukra. Ellenezte a Máthé Tibor csendőr szárnyparancsnok vezérletével a zsidó nőkön - értékek utáni kutatás céljából - végrehajtott belső motozást, és a gettóból való deportálás megkezdése előtt is az emberséges bánásmódra hívta fel kollégái figyelmét. Megmentette a város baloldali főügyészét, Könyves-Kolonics Józsefet az internálástól. Bécsy önmagát "a nemzeti irányú jobboldali eszme, az eredeti tisztaságú szegedi gondolat hűséges szolgájaként" határozta meg.

### A szovjet megszállás után
1944. szeptember 24-én, Makó szovjet ostromát megelőző napon belügyminiszteri utasításra elhagyta a várost és Budapestre menekült (Csepregi Imre római katolikus plébános, pápai prelátus információi szerint Bécsyt a város pénzügyi ellenőre szólította föl távozásra, jóllehet az illető ezt később tagadta. Szintén a prelátus feljegyzéseiből tudjuk, hogy ez a távozás biztosított alapot a Csongrádon székelő kormánybiztosnak arra, hogy fölfüggessze állásából a polgármestert). A Vörös Hadsereg bevonulása után Könyves-Kolonics Józsefet nevezték ki városparancsnoki minőségben a város élére; ettől függetlenül Dragon János, a helyi képviselő-testület egyik kommunista tagja az 1944. december 15-ei ülésen indítványozta Bécsy állásától való megfosztását, jóllehet erre akkor nem került sor. Az indítványt hűtlen kezelés, kettős könyvelés vádjával indokolta.
1945 áprilisában a rendőrség letartóztatta Bécsyt, és deszki birtokáról hozta be Makóra; Tamás fiát az egyik intézkedő rendőr különös kegyetlenséggel összeverte, majd a járásbíróság épületének fogházában, később Szegeden tartották fogva. Bécsy Tamáson később Csepregi prelátus segített, bejuttatta őt a püspöki rezidencia és kápolna épületében működő Szent Gellért Konviktusba. Bécsy Bertalan ezalatt megjárta az ügyészség szegedi fogházát, majd áthelyezték a Csillagbörtönbe. Huzamosabb időt töltött a mezőhegyesi internálótáborban (ott kis híján éhen halt, mások címére élelmet küldve titokban egy makói ismerőse mentette őt), majd 1946 októberében a tábor felszámolása után átszállították Budaörsre.
Az 1946. november 12-én megkezdődött népbírósági tárgyalásán az ügyészi vádirat a zsidókkal szemben tanúsított magatartását (lásd feljebb!) hangsúlyozta; végül népellenes tevékenység miatt 2 év 6 hónapra és vagyonának 9/10-edének elkobzására ítélték, de ezt később, 1948-ban súlyosbították: 5 év fegyházat és teljes vagyonelkobzást szabtak ki rá.
1950-ben szabadult a börtönből; jóllehet diplomás, öt nyelven beszélő értelmiségi volt az új rendszerben képzettségének megfelelő munkát nem találhatott. A borsodnádasdi lemezgyárnál alkalmazták először segédmunkásként, majd 1954-től átvevő volt a hatvani konzervgyárban. A fővárosban adminisztrátorként dolgozott vendéglátóipari vállalatoknál és a Kertészeti Kutatóintézetnél, a Lehel téri piacon éjjeliőrként egészítette ki fizetését. Élete végén a Basedow-kór következtében egészségi állapota fokozatosan leromlott, szívproblémái mind gyakrabban jelentkeztek; 1967-ben hunyt el Budapesten.